# 708 Club
Der 708 Club war in den 1950er und 1960er Jahren ein Blues-Club in der East 47th Street von Chicago. Muddy Waters trat hier jahrelang einmal in der Woche auf. Auch zahlreiche andere Musiker wie Bo Diddley, Memphis Minnie, Howlin’ Wolf und Buddy Guy machten hier in ihrer Karriere Station.